# Max Schöne
Max Schöne (Berlijn, 20 januari 1880 - 16 januari 1961) was een Duits zwemmer.
Max Schöne nam eenmaal deel aan de Olympische Spelen: in 1900 maakte hij deel uit van het Duitse team dat goud wist te veroveren op het onderdeel 4x200 m vrije slag.
Schöne was actief lid van de club Deutscher Schwimm-Verband Berlin.
Julius Frey · 
Max Hainle · 
Ernst Hoppenberg · 
Herbert von Petersdorff · 
Max Schöne